# Anomala kudatina
Anomala kudatina är en skalbaggsart som beskrevs av Ohaus 1916. Anomala kudatina ingår i släktet Anomala och familjen Rutelidae. Inga underarter finns listade i Catalogue of Life.